# 1877 v loďstvech
Tento článek obsahuje významné události v oblasti loďstev v roce 1877.

## Lodě vstoupivší do služby
- Viceadmiral Popov – pobřežní bitevní loď